# Цигељка
Цигељка (слч. Cigeľka) насељено је мјесто са административним статусом сеоске општине (слч. obec) у округу Бардјејов, у Прешовском крају, Словачка Република.

## Становништво
| Година:    | 1994. | 2004.    | 2014.    | 2024.    |
| ---------- | ----- | -------- | -------- | -------- |
| Број људи: | 360   | 466      | 556      | 620      |
| Разлика:   |       | +29,44 % | +19,31 % | +11,51 % |

| Година:    | 2023. | 2024.   |
| ---------- | ----- | ------- |
| Број људи: | 611   | 620     |
| Разлика:   |       | +1,47 % |

Према подацима о броју становника из 2024. године насеље је имало 620 становника.